# Ектон (Массачусетс)
Ектон (англ. Acton) — місто (англ. town) в США, в окрузі Міддлсекс штату Массачусетс. Населення — 24 021 особа (2020).

## Демографія
Згідно з переписом 2010 року, у місті мешкали 21 924 особи в 8187 домогосподарствах у складі 5958 родин. Було 8530 помешкань
Расовий склад населення:
| - 77,3 % — білих - 18,6 % — азіатів - 1,1 % — чорних або афроамериканців - 0,1 % — корінних американців - 1,2 % — осіб інших рас |

До двох чи більше рас належало 1,7 %. Частка іспаномовних становила 2,6 % від усіх жителів.
За віковим діапазоном населення розподілялося таким чином: 28,5 % — особи молодші 18 років, 60,5 % — особи у віці 18—64 років, 11,0 % — особи у віці 65 років та старші. Медіана віку мешканця становила 41,9 року. На 100 осіб жіночої статі у місті припадало 96,3 чоловіків;  на 100 жінок у віці від 18 років та старших — 92,4 чоловіків також старших 18 років.
Середній дохід на одне домашнє господарство  становив 156 259 доларів США (медіана — 133 713), а середній дохід на одну сім'ю — 185 110 доларів (медіана — 157 917). Медіана доходів становила 120 661 долар для чоловіків та 79 658 доларів для жінок. За межею бідності перебувало 3,8 % осіб, у тому числі 0,9 % дітей у віці до 18 років та 9,7 % осіб у віці 65 років та старших.
Цивільне працевлаштоване населення становило 12 365 осіб. Основні галузі зайнятості: науковці, спеціалісти, менеджери — 25,7 %, освіта, охорона здоров'я та соціальна допомога — 24,3 %, виробництво — 14,9 %, роздрібна торгівля — 6,9 %.